# Sosylus
Sosylus is een geslacht van kevers uit de familie knotshoutkevers (Bothrideridae). De wetenschappelijke naam werd in 1845 gepubliceerd door Wilhelm Ferdinand Erichson.
Dit geslacht komt voor in Afrika, Azië en de Amerika's. Deze kevers blijken natuurlijke vijanden te zijn van houtborende snuitkevers (Platypodinae). Hun larven parasiteren op de poppen van de kevers, en de volwassen dieren zijn predatoren van dezelfde soorten, die ze in hun boorgangen opzoeken. Sosylus livadus bijvoorbeeld, die in tropisch Afrika voorkomt, parasiteert onder meer op Doliopygus abbreviatus, Doliopygus dolosus en Doliopygus conradti.